# Giuseppe Bottai
Giuseppe Bottai, né le 3 septembre 1895 à Rome et mort le 9 janvier 1959 à Rome, est un homme politique italien. Il a été notamment gouverneur de Rome, ministre des Corporations et ministre de l'Éducation nationale.

## Biographie
Giuseppe Bottai est né à Rome en 1895 d'une famille originaire de Toscane. Il passe son baccalauréat et s'inscrit en faculté de droit lorsque éclate la Première Guerre mondiale dans laquelle il s'engage comme volontaire. Il y obtient le grade de sous-lieutenant des Arditi. Il occupera ensuite les grades de chef de bataillon lors de la campagne d'Éthiopie, de lieutenant-colonel devant Menton et en Albanie, de général de la milice ; ses états de service militaire sont élogieux.
En 1919, à la fin du conflit, Bottai, déjà actif dans le mouvement futuriste, rencontre Benito Mussolini. Il collabore avec lui à la création des faisceaux de combat à Rome. En 1921, il obtient son diplôme en droit. Journaliste, il est affecté à la rédaction romaine de il Popolo d'Italia. Il est également élu à la chambre des députés. N'ayant pas l’âge pour être éligible, il est déchu de son mandat en 1923, mais il est réélu en 1924. Il sera député sans interruption jusqu'à la dissolution du parlement fasciste le 25 juillet 1943.
Il participe à la marche sur Rome et avec son groupe, il crée des désordres importants entraînant la mort de plusieurs personnes. En 1923, il crée la revue bimensuelle Critica fascista, expression du "révisionnisme fasciste". De 1926 à 1929, il est sous-secrétaire au ministère des Corporations. Promu ministre en 1929, il met en œuvre la Charte du travail et en 1930 obtient la chaire de droit corporatiste à la faculté de droit de l'université de Pise (dont il est élu doyen en 1934); en 1936, il occupe cette même charge à l'université La Sapienza de Rome. Il quitte le ministère des Corporations en 1932, pour prendre la présidence de l'Institut national de la prévoyance sociale (l'équivalent du CPAM en France).
En 1935, il est nommé gouverneur de Rome, et en mai 1936 il est pour quelques semaines gouverneur d'Addis-Abeba. Il revient en Italie le 15 novembre 1936, à l'occasion de sa nomination au poste de ministre de l’Éducation nationale. Il est à l'origine de deux lois sur la protection des biens culturels restées en vigueur jusqu'en 1999 et dont les principes ont été maintenus dans les nouvelles lois. Il est aussi l'inspirateur de la Carta della scuola qui prévoit, entre autres, l'unification du collège et une révision radicale de la réforme de l'enseignement secondaire mise en œuvre en 1922-1923 par son prédécesseur Giovanni Gentile.
Il est mis sous surveillance par la police politique dès 1938.
Le 25 mars 1938, la comtesse Giulia Brambilla Carminati informe Mussolini : « Dans les cercles politiques, on entend parler depuis longtemps d'un groupe de Bottai... Le fascisme de Bottai n'est pas celui de Mussolini : il a trop de fond rouge, trop d'indulgence envers la pépinière du bolchévisme... Quels seraient les amis de Bottai ?
A ce qu'on sait, s'en déclarent : Gherardo Capui, Nicola De Pirro, Giovanni Marinelli, Renato Ricci (it), Gino Arias (it), Alberto Aquini, Bruno Biagi, Nicolo Castellino, Maria Pierro, Ermanno Amicucci (it), Tullio Cianetti, Franco Ciarlantini, Enrico Fermi, Alessandro Pavolini, Giovanni Gentile ».
En 1940, il crée le bimensuel Primato sur les arts et lettres en Italie. Parmi les 250 contributeurs de la revue, se trouvent nombre de journalistes et d'intellectuels prestigieux, dont des antifascistes notoires.
Le 5 février 1943, il est évincé du ministère de l’Éducation nationale.
De plus en plus éloigné de Mussolini, en été 1943, il soutient la fronde alimentée par Dino Grandi. Le 25 juillet 1943 il vote avec dix neuf membres du bureau Grand Conseil du fascisme à l'ordre du jour Grandi, une motion qui met en minorité Mussolini. En janvier 1944, il est condamné à mort par contumace lors du Procès de Vérone, par le tribunal de la nouvelle République sociale italienne.
Au cours de la période qui va de la destitution de Mussolini à son retour, Bottai se cache et décrit dans son journal sa profonde désillusion du fascisme qu'il estime trop bourgeois et trop libéral et qui le mène à considérer Staline comme le vrai héritier des premiers mouvements fascistes.

## Légionnaire

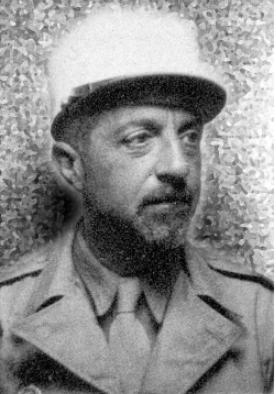
Bottai en uniforme de la Légion étrangère.

À la chute du régime fasciste italien, il est mis temporairement aux arrêts par le nouveau gouvernement du maréchal Badoglio. Libéré après le 8 septembre 1943, l'ex-ministre du Duce, recherché par les belligérants des deux camps, est escamoté par des autorités ecclésiastiques du Vatican. 
Ne voulant pas rester inactif devant l'effondrement de l'Italie et se reconnaissant une part de responsabilité, il fait amende honorable et envisage de réparer ses erreurs.
Contacté par le chef de bataillon  Serge-Henri Parisot, chef du service de renseignement de la 1re DFL, il est hébergé puis exfiltré par cet officier traitant à partir de Naples en passant par Alger pour rejoindre Sidi bel-Abbès. Rajeuni de quelques années, il est engagé sous le nom de Andrea Battaglia. Il entre donc à la Légion étrangère en 1944. 
Il y sert jusqu'en 1948, avec le matricule 16.377, sous les noms de Battaglia puis de Jacquier. Dispensé de l'instruction de base sur recommandation de son « sauveur », il est affecté au 1er REC, où il passe brigadier en qualité de mitrailleur sur scout-car. Débarqué en Provence, il participe à la campagne de France notamment dans la région de Besançon et de Belfort. Reconnu, il passe au RMLE et, avec cette unité, il prend part à la campagne en Allemagne. De retour en Algérie à la fin de la guerre, il est affecté à l'encadrement du centre de convalescence d'Arsew, puis au poste d'incorporation de Strasbourg, il est présenté devant une commission de réforme en 1948 qui le démobilise avec le grade de sergent et sous l'identité de Jacquier, de nationalité suisse, avec des documents « parfaitement en règle ».

## Amnistie
En 1947, il est amnistié pour sa participation au régime fasciste alors qu'il risquait l'emprisonnement et sa condamnation à mort lors du procès de Vérone est considérée comme nulle et non avenue à la suite de la disparition de la République sociale italienne.

## Retour en Italie
Il rentre en Italie le 2 août 1948. Il est réintégré dans les rôles de l’enseignement supérieur, mais il choisit de faire valoir ses droits à la retraite. Il crée en 1953 la revue de critique politique ABC. Il y exerce les fonctions de directeur jusqu'à sa mort. Pendant une certaine période, il est le directeur occulte de Il Popolo di Roma, un éphémère quotidien financé par Vittorio Cini pour soutenir le centrisme. Il meurt à Rome le 9 janvier 1959. Au cours de ses funérailles, à Rome, parmi une foule importante, est présent le ministre de l'Instruction publique en charge, Aldo Moro.
Toujours ouvert au dialogue, en particulier avec les jeunes intellectuels contestataires, il leur permet dans le journal Primato un espace d'expression et de débat. Bottai est reconnu pour avoir été d'une certaine manière un fasciste atypique ou un « fasciste critique » comme le définit l'historien Giordano Bruno Guerri. D'une francophilie reconnue, honorablement jugé comme incorruptible et intègre, non-inconditionnel du régime. Il est réputé comme étant le meilleur esprit de l'équipe au pouvoir jusqu'au 25 juillet 1943.
Journaliste, directeur du quotidien l'Epoca et la revue Critica fascista, Franc-maçon, il fit partie de la Grande Loge d'Italie de Rite écossais ancien et accepté (dite de Piazza del Gesù).
Son fils Bruno (Rome, 10 juillet 1930 - 2 novembre 2014), diplomate, a été ambassadeur à Londres et auprès du Saint-Siège, secrétaire au ministère des affaires étrangères et président de la Società Dante Alighieri.

### Publications
- (fr) L'expérience corporative, Nouvelles Éditions Latines, Paris, 1932.  (ISBN 9782723305679).
- (it) Quaderno affricano. Giunti, 1995.  (ISBN 88-09-20618-5).
- (it) Diario 1935-1944. BUR (Biblioteca Universale Rizzoli), 2001.  (ISBN 88-17-86643-1).
- (it) Diario 1944-1948. BUR (Biblioteca Universale Rizzoli), 2001.  (ISBN 88-17-12745-0).
- (it) Vent'anni e un giorno. Garzanti, Milano 1949.
- (it) Legione è il mio nome. Garzanti, Milano 1950.
- (fr) Légion est mon nom, souvenirs de la légion étrangère 1944-1948, Paris, 2005.
- (it) Scritti. Cappelli, Bologna 1965.

### Sources
- (it) Cet article est partiellement ou en totalité issu de l’article de Wikipédia en italien intitulé « Giuseppe Bottai » (voir la liste des auteurs).
- La partie « légion » est issue du centre de documentation de la Légion étrangère.